# Старово-Подгороднее
Старово-Подгороднее — деревня в Бежецком районе Тверской области. Входит в состав городского поселения Город Бежецк.

## География
Находится в восточной части Тверской области у юго-западной окраины районного центра города Бежецк на правом берегу реки Молога.

## История
Деревня была отмечена (тогда Подгородная) еще на карте 1825 года. В 1859 году здесь (деревня с современным названием Бежецкого уезда Тверской губернии) было учтено 23 двора, в 1978 — 44.

## Население
Численность населения: 151 человек (1859 год), 159 (русские 97 %) в 2002 году, 132 в 2010.